# Bécarde ardoisée
Pachyramphus spodiurus
Espèce
Répartition géographique
Statut de conservation UICN

 VU  : Vulnérable
La Bécarde ardoisée (Pachyramphus spodiurus) est une espèce de passereaux de la famille des Tityridae.
Cet oiseau vit notamment à travers les forêts sèches équatoriennes et de Tumbes-Piura (en).